# Ålands scheepvaartmuseum
Het Ålands scheepvaartmuseum is een museum in Mariehamn, de hoofdstad van Åland.
Het gebouw van twee etages is ontworpen door de architecten Jonas Cedercreutz en Helge Railo. De vorm roept een associatie op met de boeg van een schip die door het land ploegt.

## Geschiedenis
De geschiedenis van het museum gaat terug tot de jaren 1920, toen Carl Holmqvist begon met het aanleggen van een collectie nautische objecten. Omdat hij zich realiseerde dat de tijd van de grote zeilschepen ten einde liep, wilde hij hieraan een museum wijden. Hij richtte in 1935 een vereniging op ('Ålands Nautical Club') die zich ten doel stelde een scheepvaartmuseum op te richten. De Tweede Wereldoorlog leverde een forse vertraging op, zodat het gebouw pas in 1949 gebouwd werd.
Op 29 augustus 1954 werd het museum opengesteld voor het publiek. Dankzij giften kon het museum geleidelijk uitgebreid worden. De grootste bijdragen, in de vorm van geld en van museumstukken, kwamen van de Ålandse reder Gustaf Erikson. 
In 1986 schonk de Ålands Nautical Club haar hele collectie aan het museum.
Het museum is op 26 april 2012 heropend na een uitgebreide verbouwing en uitbreiding sinds november 2009. Sinds die renovatie draagt het museum ook zorg voor het museumschip Pommern, dat vlak naast het museum in de haven ligt, en dat ook afkomstig is van de nalatenschap van Erikson.

## Het museum
In het museum zijn onder andere 41 scheepsmodellen te zien van de scheepsmodelbouwer Viktor Andersson. Het museum heeft een uitgebreide bibliotheek met boeken over nautische onderwerpen. Op de bovenetage van het museum bevindt zich een restaurant.
In mei 2016 werd het museum uitgeroepen tot Finlands 'museum van het jaar'.

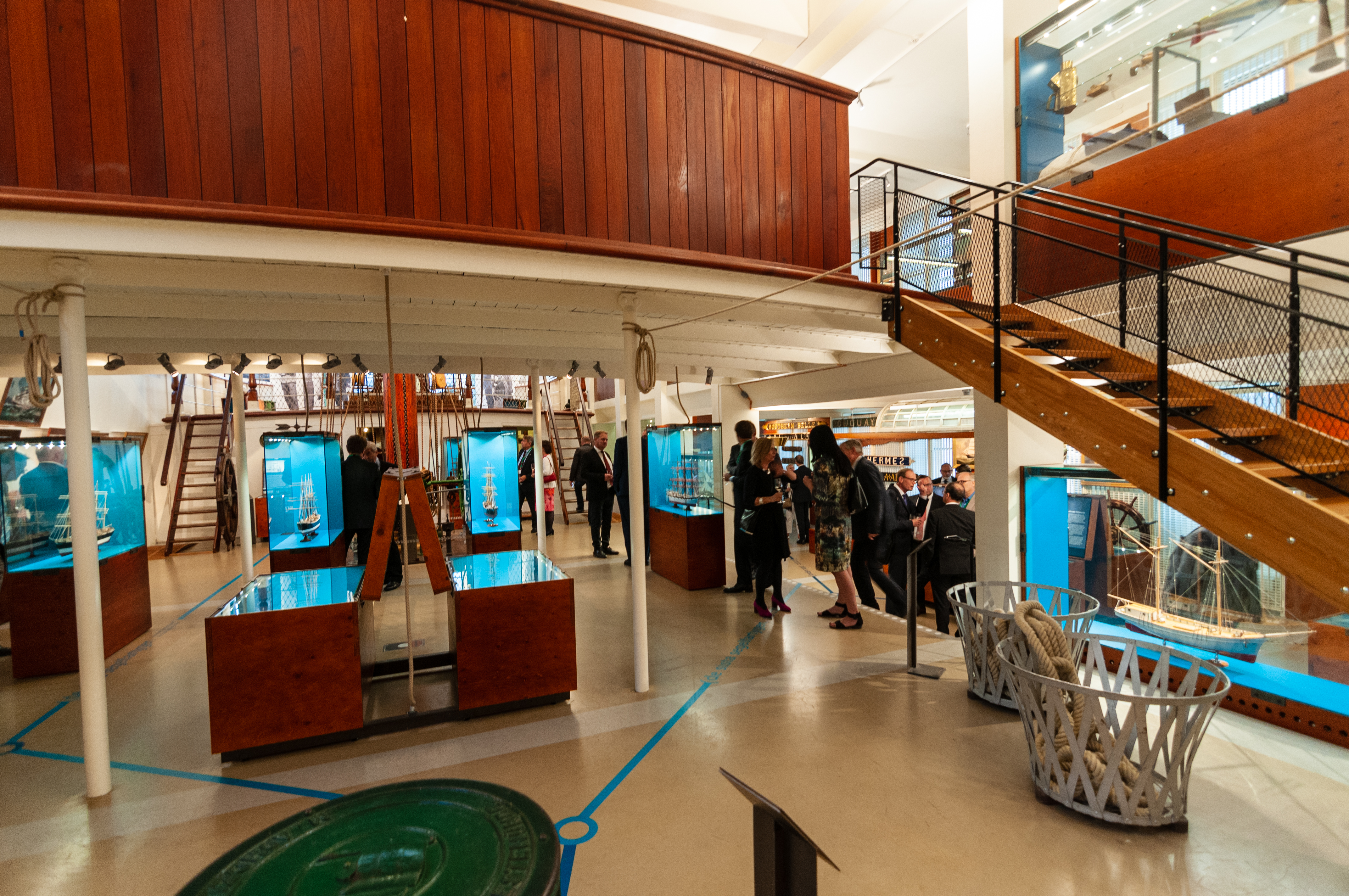
Interieur van het museum